# Concrete Cowboy
Pour plus de détails, voir Fiche technique et Distribution.
Concrete Cowboy est un film américain réalisé par Ricky Staub et sorti en 2020. Il s'agit de l'adaptation du roman Ghetto Cowboy de Greg Neri.
Après une présentation en avant-première au festival international du film de Toronto 2020, le film est diffusé sur Netflix en 2021.

## Synopsis
Cole, âgé de 15 ans, vit à Détroit. Il est forcé de partir vivre seul avec son père Harp à Philadelphie. L'adolescent va y découvrir les valeurs rédemptrices de l'équitation dans un milieu marqué par la pauvreté et la violence.

## Fiche technique
Sauf indication contraire, les informations mentionnées dans cette section peuvent être confirmées par les bases de données cinématographiques IMDb et Allociné,  présentes dans la section « Liens externes ».
- Titre original et français : Concrete Cowboy
- Réalisation : Ricky Staub
- Scénario : Ricky Staub et Dan Welser
- Musique : Kevin Matley
- Production : Idris Elba, Dan Welser, Lee Daniels et Jeff G. Waxman
- Production déléguée : Greg Renker, Sam Mercer, Tegan Jones et Greg Neri
- Sociétés de production : Green Door Pictures, Lee Daniels Entertainment, Neighborhood Film Co., Tucker Tooley Entertainment et Waxylu Films
- Société de distribution : Netflix
- Pays d'origine :  États-Unis
- Langue originale : anglais
- Genre : drame, western moderne
- Durée : 111 minutes
- Dates de sortie :
  - Canada : 13 septembre 2020 (festival international du film de Toronto)
  - Monde : 2 avril 2021 (Netflix)

## Distribution
Sauf indication contraire, les informations mentionnées dans cette section peuvent être confirmées par les bases de données cinématographiques IMDb et Allociné,  présentes dans la section « Liens externes ».
- Idris Elba (VF : Frantz Confiac) : Harp Edward
- Caleb McLaughlin (VF : Geoffrey Loval) : Coltrane « Cole » Edward
- Lorraine Toussaint (VF : Virginie Emane) : Nessie
- Ivanna-Mercedes (VF : Aurélie Konaté) : Esha
- Jharrel Jerome (VF : Mike Fédée) : Smush
- Liz Priestley (VF : Déborah Claude) : Amahie
- Clifford « Method Man » Smith (VF : Jean-Baptiste Anoumon) : Leroy
- Byron Bowers (VF : Lucien Jean-Baptiste) : Rome
- Jamil Prattis (VF : Diouc Koma) : Paris